# 光子気体
光子気体（こうしきたい、英: photon gas）、もしくは光子ガスは、光子から成る気体に似た集合のことである。ここで「似た」と述べたのは、系の圧力、温度、エントロピーといった物理量に関して、水素やヘリウムといった一般系な気体と同様の性質を示すことを指す。
1種類の粒子からなる理想気体の系の状態は、例えば温度・体積・粒子数の3つの状態変数によって一意的に表せる。しかし、黒体輻射（より考えやすくは空洞放射）の場合、エネルギー分布は光子と物体（通常は空洞の壁）の相互作用で決まる。この相互作用において、光子数は保存されない。すなわち、黒体輻射における光子気体の化学ポテンシャルはゼロである。よって、黒体輻射を記述するために必要な状態変数の数は、理想気体のときよりも少なく2つ（例えば温度と体積）である。

## 黒体輻射における光子気体の熱力学
十分大きな気体分子の系において、分子のエネルギーはマクスウェル・ボルツマン分布に従う。この分布に達するためには、分子が互いに衝突し、エネルギーと運動量を交換するプロセスを経る必要がある。光子気体においても平衡状態は存在するが、光子同士は相互作用しないため、光子気体は何らかの別の方法で平衡状態に達することになる。
一般的に、光子気体系の平衡状態は、何らかの物体と相互作用することによって達する。光子気体系が入っている箱を想定し、光子が壁に吸収され、壁から放出されるとする。壁がある温度になっているとすると、光子気体のエネルギー分布はその温度の黒体輻射のエネルギー分布と一致する。
光子気体の、通常の気体分子系との最も顕著な違いは、光子気体の粒子数は保存されないことである。壁の物体中の電子に光子が衝突すると、電子はより高エネルギーの状態に励起され、光子気体系から光子は消滅する。励起された電子は、いずれ、より低いエネルギー状態に戻る（緩和）が、緩和が何段階かで起こるのであれば、その都度光子が放出される、光子気体系に光子が増えることになる。この過程において、放出される光子のエネルギーの和は吸収された光子のエネルギーと等しいが、光子数は変化しうるのである。このように、光子気体には粒子数の保存則がなく、その帰結として光子気体の化学ポテンシャルはゼロであることがわかる。
光子気体の熱力学的性質は、量子力学的な計算を用いて求めることができる。単位体積・振動数に対するエネルギー密度のスペクトル u は、以下のようになる。
{\displaystyle u(\nu ,T)={\frac {8\pi h\nu ^{3}}{c^{3}}}{\frac {1}{e^{h\nu /kT}-1}}}
h はプランク定数、c は光速度、ν は振動数、k はボルツマン定数、T は温度である。
振動数について積分し、体積 V を掛けることで、光子気体の内部エネルギーを求められる。
{\displaystyle U=\left(8{\frac {\pi ^{5}k^{4}}{15c^{3}h^{3}}}\right)VT^{4}}
同時に、光子数 N は次のようになる。
{\displaystyle N=\left({\frac {16\pi k^{3}\zeta (3)}{c^{3}h^{3}(2\pi )^{3}}}\right)VT^{3}}
ここで ζ(n) はリーマンのゼータ関数である。なお、ある温度に対し、粒子数 N は体積 V のみに依存する、すなわち光子密度は一定になることが分かる。
光子は、本質的に相対論的量子力学に従う気体の状態方程式によって記述される。すなわち、
{\displaystyle U=3PV}
以上の式を組み合わせると、光子気体の状態方程式が導出され、理想気体の状態方程式と似た形になる。
{\displaystyle PV={\frac {\zeta (4)}{\zeta (3)}}NKT\approx 0.9\,NKT}
以下の表に、光子気体の熱力学的な関係式をまとめる。なお、圧力は体積に依存せず、{\displaystyle P\propto aT^{4}}と書ける。
|                              | 状態関数 (T, V)                                                                                                 |
| ---------------------------- | --- |
| 内部エネルギー               | {\displaystyle U=\left({\frac {\pi ^{2}k^{4}}{15c^{3}\hbar ^{3}}}\right)\,VT^{4}}                               |
| 粒子数                       | {\displaystyle N=\left({\frac {16\pi k^{3}\zeta (3)}{c^{3}h^{3}(2\pi )^{3}}}\right)\,VT^{3}}                    |
| 化学ポテンシャル             | {\displaystyle \mu =0\,}                                                                                        |
| 圧力                         | {\displaystyle P={\frac {1}{3}}\,{\frac {U}{V}}=\left({\frac {\pi ^{2}k^{4}}{45c^{3}\hbar ^{3}}}\right)\,T^{4}} |
| エントロピー                 | {\displaystyle S={\frac {4U}{3T}}=\left({\frac {4\pi ^{2}k^{4}}{45c^{3}\hbar ^{3}}}\right)\,VT^{3}}             |
| エンタルピー                 | {\displaystyle H={\frac {4}{3}}\,U}                                                                             |
| ヘルムホルツの自由エネルギー | {\displaystyle A=-{\frac {1}{3}}\,U}                                                                            |
| ギブスの自由エネルギー       | {\displaystyle G=0\,}                                                                                           |

## 等温過程
光子気体の熱力学的過程の一例として、動くピストンがついたシリンダーを考える。シリンダーの壁は「黒い」、すなわち光子気体系の温度はシリンダーの温度に一致するとする。これにより、シリンダーの内部は黒体輻射による光子気体系とみなすことができる。通常の分子気体とは異なり、光子気体は外部から「入れておく」必要はない。壁の物体から光子が生じるからである。内部の体積が極めて小さくなるまでピストンを押し込むことを考えてみよう。シリンダー内部の光子気体はピストンを押し返し、ピストンは体積が大きくなる方向に動く。ここで、過程が等温準静的であるとして、ピストンには逆向きの力を掛けておき、極めてゆっくりとしか動かないものとする。このときの力は、光子気体の圧力にピストンの断面積 A を掛けたものに等しい。この過程を、系の体積が V0 になるまで一定温度で行う。ピストンの移動距離 x における力の積分が、光子気体のした仕事 W になるので、
{\displaystyle W=-\int _{0}^{x_{0}}P(A\mathrm {d} x)}
ここで、V = Ax を用いた。また、定数 b を
{\displaystyle b={\frac {8\pi ^{5}k^{4}}{15c^{3}h^{3}}}}
とおくと、圧力は、
{\displaystyle P(x)={\frac {bT^{4}}{3}}\,}
と書けるから、これを積分し、仕事は
{\displaystyle W=-{\frac {bT^{4}Ax_{0}}{3}}={\frac {bT^{4}V_{0}}{3}}}
光子気体の生成のために加えられた熱 Q は、
{\displaystyle Q=U-W=H_{0}\,}
H0 は終状態におけるエンタルピーである。エンタルピーは、光子気体を発生させるに必要なエネルギーの量であるとみなせる。